# Naivität
Naivität (im Deutschen umgangssprachlich auch Blauäugigkeit; zugehöriges Adjektiv naiv, von französisch naïf ‚kindlich‘, ‚ursprünglich‘, ‚einfältig‘, ‚harmlos‘, ‚töricht‘) kann als eine verkürzte, in den allgemeinen Sprachgebrauch übergegangene Form von „naiv(e)“ (gebürtig, ursprünglich) angesehen werden. Im Allgemeinen werden Menschen als naiv bezeichnet, die Umstände und Handlungen nicht angemessen bewerten können. Oft gilt „naiv“ als Synonym für leichtgläubig, arglos, leicht verführbar oder unwissend.

## Begriffsverwendung
Wie es die Definition andeutet, sind es hauptsächlich Kinder, die naiv sind. Während die kindliche Unvoreingenommenheit und Unverfälschtheit noch von vielen als positiv, sogar als rein und unschuldig angesehen wird, gilt sie bei einem Erwachsenen oftmals als ernsthafter Charakterfehler, als geistige Beschränktheit. Hier tritt sie auch im Gefolge von Arroganz und Narzissmus auf.
Naivität ist nicht deckungsgleich mit Unwissenheit. Die reine Unwissenheit kann durch die Kenntnisnahme von Fakten ausgefüllt werden. Naivität behindert typischerweise, neue Fakten angemessen zu bewerten und einordnen zu können. Fehleinschätzungen von anderen Personen gelten insbesondere dann als naiv, wenn sie zu positiv sind. Dagegen werden zu negative Einschätzungen anderer Personen eher nicht als naiv bewertet. Naivität ist somit mit der Tendenz verbunden, den Egoismus anderer Menschen zu unterschätzen.
Naivität kann jedoch auch bei Erwachsenen als positiv empfunden werden, sogar als attraktiv. Sie kann dann als unschuldig, offen oder als Zeichen einer – noch nicht durch die Boshaftigkeit von Mitmenschen entstellten – Persönlichkeit gewertet werden.
Als positive Eigenschaft tritt die Naivität auch bei herausragenden Persönlichkeiten der Geschichte auf. Sie sind nicht nur unvoreingenommen, sondern besitzen die Gabe, einem Sachverhalt, mit Hilfe ihres Genius und aufbauend auf ihrem enormen Wissen, frei von Beschränkungen neutral gegenüberzutreten. Mit ihrer kindlichen Neugier und frei von geistigen Fesseln werden Grenzen getestet und verschoben und so der Weg für bahnbrechende Entdeckungen und Erfindungen bereitet.
In diesem Sinne bedeutet Naivität nicht nur Unvoreingenommenheit, sondern auch das Vermögen oder die Eigenheit, einem Sachverhalt frei von (beschränkendem) Wissen neutral gegenüberzutreten. Während normalerweise das fehlende Wissen gefährlich erscheinen kann, birgt diese Art der Naivität die Tugend der Unschuld. Naiv zu sein bedeutet hier nicht, vorbehaltlos oder unwissend zu sein. Es ist vielmehr die antipathische (abneigende) Haltung dem begrifflichen Leben gegenüber, das dem Wissen oder der Erkenntnis kaum einen Daseinsvorbehalt gegenüberstellt. Kant bezeichnet die Naivität als „eine edle oder schöne Einfalt, welche das Siegel der Natur auf sich trägt“ oder auch an anderer Stelle als „Ausbruch der der Menschheit ursprünglichen Aufrichtigkeit wider die zur anderen Natur gewordenen Verstellungskunst“.
Eine der ersten literarischen Abhandlungen, welche die Naivität zum Thema hatte, war der Schelmenroman Der abenteuerliche Simplicissimus von Hans Jakob Christoffel von Grimmelshausen.

## Kunst
Friedrich Schiller unterscheidet im Aufsatz „Über naive und sentimentalische Dichtung“ zwischen kindischer Naivität, die belächelt wird, weil ihre Quelle Unverstand und Unvermögen ist, und kindlicher Naivität, hinter der man „ein Herz voll Unschuld und Wahrheit“ erkennt und die man als „eine höhere praktische [d.h. moralische] Stärke“ bewundert. Kindlich-naiv bedeutet „im Einklang mit der Natur“, „einig mit sich selbst und glücklich im Gefühl seiner Menschheit“ – ohne es zu wissen. In diesem Sinne naiv lebt, fühlt, dichtet der antike Mensch. Sentimentalisch dagegen verhält sich der moderne Dichter, indem er sich nach dem Einklang mit der Natur und der Schönheit des Lebensgefühls der Antike zurücksehnt; denn „wir“, die Modernen, leben „uneinig mit uns selbst und unglücklich in unsern Erfahrungen von Menschheit“, – nämlich mit dem Wissen von der Antike als der unwiederbringlich verlorenen Kindheit des Menschengeschlechts. Schiller fordert daher nicht das Unmögliche, die Rückkehr zur Natur und zur naiven Dichtweise. Vielmehr erkennt er in der Sehnsucht nach der antiken Schönheit ein erzieherisches Ideal.
Ohne Zusammenhang mit Schillers Überlegungen spricht man von naiver Kunst und bezeichnet damit Malereien, die sich durch eine kindliche (oft auch kindische) Sichtweise der Welt auszeichnen. Manche dieser Bilder bezeugen neben hoher künstlerischer Begabung auch „ein Herz voll Unschuld und Wahrheit“, so etwa die des Zollbeamten Henri Rousseau (1844–1910), für den sich zu Beginn des 20. Jahrhunderts die Pariser Avantgarde begeisterte, oder des erst Jahrzehnte nach seinem Tod auch international gewürdigten georgischen Malers Niko Pirosmani (1862–1918). Der Ausdruck „naive Musik“ dagegen ist kaum gebräuchlich, doch gibt es auch auf dem Gebiet der Volksmusik vergleichbare Erscheinungen (Scott Joplin, Champion Jack Dupree und viele andere).

## Wissenschaft
In der Wissenschaft bezeichnet man an einem Versuch teilnehmende Personen dann als „naiv“, wenn ihnen das spezielle Ziel der Untersuchung unbekannt ist oder sie nicht wissen, dass sie Untersuchungspersonen sind. So ein Personenkreis gilt als unbefangen und nicht voreingenommen, der Untersuchungsprozess beeinflusste somit nicht die Versuchspersonen bzw. das Ergebnis. Damit werden auch Resultatsverzerrungen durch Erwartungshaltungen und unangemessene Anpassung an den Versuch vermindert.
In der Infektionsbiologie wird analog dazu auch von „immunologischer Naivität“ gesprochen, wenn eine Organismus noch nicht mit einem Krankheitserreger bzw. dessen Antigenen, z. B. auch prophylaktisch durch eine Impfung, konfrontiert war und dementsprechend dieser Infektion völlig unvorbereitet gegenüberstünde.